# برایان تامپسون (تاجر)
برایان رابرت تامپسون  (به انگلیسی: Brian Robert Thompson) (۱۰ ژوئیه ۱۹۷۴– ۴ دسامبر ۲۰۲۴) یک تاجر آمریکایی بود. او مدیرعامل یونایتد هلث‌کر ، شاخهٔ بیمه یونایتدهلت گروپ از آوریل سال ۲۰۲۱ تا زمان کشته‌شدنش در دسامبر سال ۲۰۲۴ بود.

## تحصیلات
تامپسون در ۱۰ ژوئیه ۱۹۷۴ به دنیا آمد. او به دبیرستان هملیتون جنوبی در جول جانکشن در شمال ایمز، آیووا رفت و در سال ۱۹۹۳ به عنوان مدرس کلاس فارغ التحصیل شد.  تامپسون در سال ۱۹۹۷ از دانشگاه آیووا در ایمز فارغ التحصیل شد و در آنجا مدیریت بازرگانی و حسابداری خواند. 

## شغل
از سال ۱۹۹۷ تا ۲۰۰۴، تامپسون در پرایس‌واترهاوس‌کوپرز ال‌ال‌پی به عنوان مدیر در گروه خدمات مشاوره معاملات در بخش حسابرسی کار کرد. او در سال ۲۰۰۴ به گروه یونایتدهلت گروپ پیوست و در سال ۲۰۲۱ به عنوان مدیرعامل برنامه‌های دولتی یونایتدهلث‌کر منصوب شد که شامل مدیکر و بازنشستگی، و بخش‌های اجتماعی و ایالتی می‌شد. طی رهبری او، سود در   UHC (یونایتد هلث‌کر) از ۱۲میلیارد دلار در سال ۲۰۲۱ به ۱۶میلیارد دلار در سال ۲۰۲۳ رسید.